# Stijn Meert
Stijn Meert (Kortrijk, 6 april 1978) is een Belgisch voetbalcoach en oud-voetballer.

## Spelerscarrière

### KV Kortrijk
Stijn Meert genoot zijn opleiding bij KV Kortrijk, waar hij tijdens het seizoen 1995/96 voor het eerst mocht meedoen met het eerste elftal. Het was trainer Regi Van Acker die Meert in de A-kern opnam. De West-Vlaamse middenvelder groeide ondanks zijn jonge leeftijd uit tot een vaste waarde bij Kortrijk. In 1998 promoveerde de club naar Eerste Klasse. In zijn eerste jaar op het hoogste niveau speelde Meert bijna alle wedstrijden. Dat leverde de interesse van verscheidene clubs op. In de zomer van 1999 haalde RSC Anderlecht hem naar de hoofdstad.

### Anderlecht
Bij Anderlecht moest Meert op de linkerflank de concurrentie aangaan met Didier Dheedene en Bart Goor. Trainer Aimé Anthuenis gaf de voorkeur aan Bart Goor en zag hoe Anderlecht zowel in eigen land als in Europa sterk voor de dag kwam. Geen redenen dus om het elftal te veranderen en dus kreeg Meert geen kans bij paars-wit. Na zes maanden werd hij uitgeleend en vertrok hij naar Nederland.

### MVV en STVV
Meert verhuisde naar MVV, waar de blonde middenvelder van trainer Wim Koevermans iets meer speelkansen kreeg. Hij werd een half jaar uitgeleend en kwam in de competitie 11 keer in actie. Hij keerde met enkele maanden buitenlandse ervaring terug naar België, maar werd door Anderlecht opnieuw uitgeleend. Meert verkaste naar Sint-Truiden VV. Bij de Kanaries hoopte Meert meer aan de bak te komen, maar zijn verwachtingen kwamen niet uit. STVV kende een moeilijk seizoen met meerdere trainerswissels, maar eindigde uiteindelijk toch nog als dertiende in het eindklassement. Nadien keerde Meert terug naar Anderlecht, waar hij deze keer de concurrentie moest aangaan met spelers Marc Hendrikx en Aruna Dindane en opnieuw niet aan spelen toekwam.

### Zulte Waregem
Na een jaar zonder voetbal zette Meert een stap terug. Hij zakte naar Tweede Klasse, daar waar zijn carrière begonnen was. Hij sloot zich aan bij de gloednieuwe fusieclub Zulte Waregem. Hij werd in het team van trainer Francky Dury een leider op en naast het veld. Meert werkte zich in de kijker met zijn werkkracht en promoveerde na drie seizoenen met Essevee naar Eerste Klasse. Tijdens het seizoen 2009/10 was hij een lange tijd out wegens een zware knieblessure.

#### Sergio Conceição
Op het hoogste niveau ontpopte Zulte Waregem zich als een stuntploeg die het de beste teams moeilijk kon maken. De club veroverde meteen de Beker van België en dwong zo Europees voetbal af. Meert, die op het veld vaak provoceert, werd de aanleiding van een opstoot tijdens de wedstrijd Standard Luik - Zulte Waregem. De aanvoerder van Standard, Sergio Conceição, spuwde toen in het gelaat van Meert en duwde nadien uit frustratie zijn shirt in het gezicht van de scheidsrechter. De Portugees werd om die redenen voor 4 maanden geschorst. Nadien werd Meert steeds de kop van jut van het Luikse publiek. De gebeurtenis tussen hem en Conceição wordt nog regelmatig opgerakeld in de pers en is vaak de aanleiding voor een geladen duel tussen Standard en Zulte Waregem.
Op 30 juli 2010 stonden Zulte Waregem en Standard opnieuw tegenover elkaar. Het was de eerste wedstrijd van het nieuwe seizoen. Meert kreeg na een uur voetballen een rode kaart (twee keer geel). De supporters van Standard begeleidden hem vervolgens met een cynisch applaus naar de kleedkamer. Tijdens die wedstrijd zat Conceição op de bank van Standard als hulptrainer.

### Mouscron-Péruwelz
In augustus 2011 werd Meert, die bij Zulte Waregem op een zijspoor was verzeild geraakt, uitgeleend aan derdeklasser Mouscron-Péruwelz. Met deze club bewerkstelligde hij de promotie naar Tweede Klasse. In de zomer van 2012 tekende Meert bij een andere neo-tweedeklasser, KSV Oudenaarde.

## Clubs

### Jeugd
- KV Kortrijk (1988-1996)

### Professionele carrière
| seizoen | club                           | land   | competitie      | wed. | goals |
| ------- | ------------------------------ | ------ | --------------- | ---- | ----- |
| 1995/96 | KV Kortrijk                    | België | Tweede klasse   | 1    | 0     |
| 1996/97 | KV Kortrijk                    | België | Tweede klasse   | 15   | 0     |
| 1997/98 | KV Kortrijk                    | België | Tweede klasse   | 23   | 0     |
| 1998/99 | KV Kortrijk                    | België | Jupiler League  | 31   | 4     |
| 1999/00 | RSC Anderlecht                 | België | Jupiler League  | 0    | 0     |
| 1999/00 | MVV (uitgeleend)               | NED    | Eredivisie      | 11   | 0     |
| 2000/01 | STVV (uitgeleend)              | België | Jupiler League  | 13   | 0     |
| 2001/02 | RSC Anderlecht                 | België | Jupiler League  | 0    | 0     |
| 2002/03 | SV Zulte Waregem               | België | Tweede klasse   | 25   | 0     |
| 2003/04 | SV Zulte Waregem               | België | Tweede klasse   | 31   | 5     |
| 2004/05 | SV Zulte Waregem               | België | Tweede klasse   | 33   | 3     |
| 2005/06 | SV Zulte Waregem               | België | Jupiler League  | 31   | 8     |
| 2006/07 | SV Zulte Waregem               | België | Jupiler League  | 21   | 3     |
| 2007/08 | SV Zulte Waregem               | België | Jupiler League  | 30   | 2     |
| 2008/09 | SV Zulte Waregem               | België | Jupiler League  | 22   | 2     |
| 2009/10 | SV Zulte Waregem               | België | Jupiler League  | 11   | 1     |
| 2010/11 | SV Zulte Waregem               | België | Jupiler League  | 14   | 1     |
| 2011/12 | Mouscron-Péruwelz (uitgeleend) | België | Derde Klasse    | ?    | ?     |
| 2012/13 | KSV Oudenaarde                 | België | Belgacom League | 0    | 0     |
|         |                                |        | Totaal          | 311  | 29    |

## Trainerscarrière
Een jaar na zijn definitieve vertrek bij Zulte Waregem keerde Meert er terug als beloftentrainer. Hij oefende deze functie vijf jaar uit en stapte dan over naar KSV Roeselare. In 2019 kreeg hij zijn eerste kans als hoofdtrainer bij zijn ex-club KSV Oudenaarde, waar hij zijn ex-ploegmaat en -trainer Stefan Leleu opvolgde. In februari 2020 raakte bekend dat Meert op het einde van het seizoen zou stoppen als hoofdtrainer omdat de manier waarop hij zijn taak invulde niet voldoende matchte met het DNA van de club. Meert keerde daarop terug naar Roeselare, waar hij als jeugdcoördinator de brugpersoon tussen het eerste elftal en de jeugd werd. De club ging kort daarna echter failliet.
In januari 2021 maakte KM Torhout bekend dat Meert vanaf het seizoen 2021/22 trainer zou worden bij hen. Na een voorbereiding waarin Torhout slechts één van zijn zeven oefenwedstrijden won, begon de club met 0 op 12 aan de competitie in de Derde afdeling. Torhout herpakte zich echter en was begin november al opgeklommen naar de tweede plaats in het klassement. Met nog drie speeldagen te gaan plaatste Torhout zich voor de eindronde voor promotie. De club begon aan de eindronde met een 3-1-nederlaag tegen KFC Turnhout, maar versloeg daarna KFC Diest en Tempo Overijse, waardoor de club toch mocht promoveren naar de Tweede afdeling.
Toen Meert in oktober 2022 werd veroordeeld voor rijden onder invloed, zette Torhout hem even op non-actief. Assistent-trainer Geert Versavel sprong even in voor hem. Meert werd na twee weken gerehabiliteerd, maar uiteindelijk zette de club de samenwerking toch stop. Enkele maanden later leek Meert de nieuwe trainer van KVK Westhoek te gaan worden, maar dit ging uiteindelijk niet door. Uiteindelijk werd in februari 2023 aangekondigd dat Meert vanaf het seizoen 2023/24 coach zou worden van KRC Harelbeke. In tussentijd depanneerde hij even bij zijn ex-club Zulte Waregem, dat na het vertrek van Stefaan Deloose naar FC Gullegem op zoek was naar een nieuwe coach voor de U18.